# 三草山の戦い
三草山の戦い（みくさやまのたたかい）は、治承8年/寿永3年2月5日（1184年3月18日）播磨国の三草山における源義経軍と平資盛軍による戦い。平安時代末期の内乱である治承・寿永の乱の合戦の一つで、一ノ谷の戦いの前哨戦である。

## 経過
寿永3年（1184年）正月末、平氏追討の宣旨を受けた源範頼・源義経率いる源氏軍は平氏が拠点とする福原を目指して出陣した。2月5日に摂津国に入ると、東西から挟み撃ちにするために軍勢を二手に分け、大手（福原の東方）を攻める範頼は西国街道を、搦手（福原の西方）を攻める義経は丹波路を進み、2月7日が矢合わせ（攻撃決行）となった。
一ノ谷を目指して丹波路を進軍する義経を迎え撃つため、平氏方の平資盛・平有盛・平忠房・平師盛らが播磨国三草山の西に布陣する。義経は東方に陣をとり、源平両軍が三里ほどの至近距離で対峙した。
丹波との国境に近い三草山は、交通の要所であると同時に険阻な山と深い谷に囲まれた軍事的要衝の地であった。平氏の荘園の地であったと見られ、平氏に地の利があるこの場所が防衛拠点として選ばれたと見られる。
『平家物語』「三草合戦」の段によると、義経は土肥実平を呼び、今晩夜討ちをかけるか、明日の合戦とすべきかを問う。田代冠者信綱が進み出て「明日の合戦となれば、平家の軍勢は増すので、数の上で有利な今、夜討ちをかけるべきです」と進言。義経はそれを受け入れ、夜討ちを決行するべく民家に火を放って進撃した。
夜討ちを予想していなかった平氏軍は武具を解いて休息しており、源氏軍の夜討ちにあわてふためいて敗走し、あっけなく源氏軍の勝利となった。
資盛・有盛・忠房は高砂より海路で屋島に渡り、資盛はかろうじて福原の平氏本隊へ戻っている。

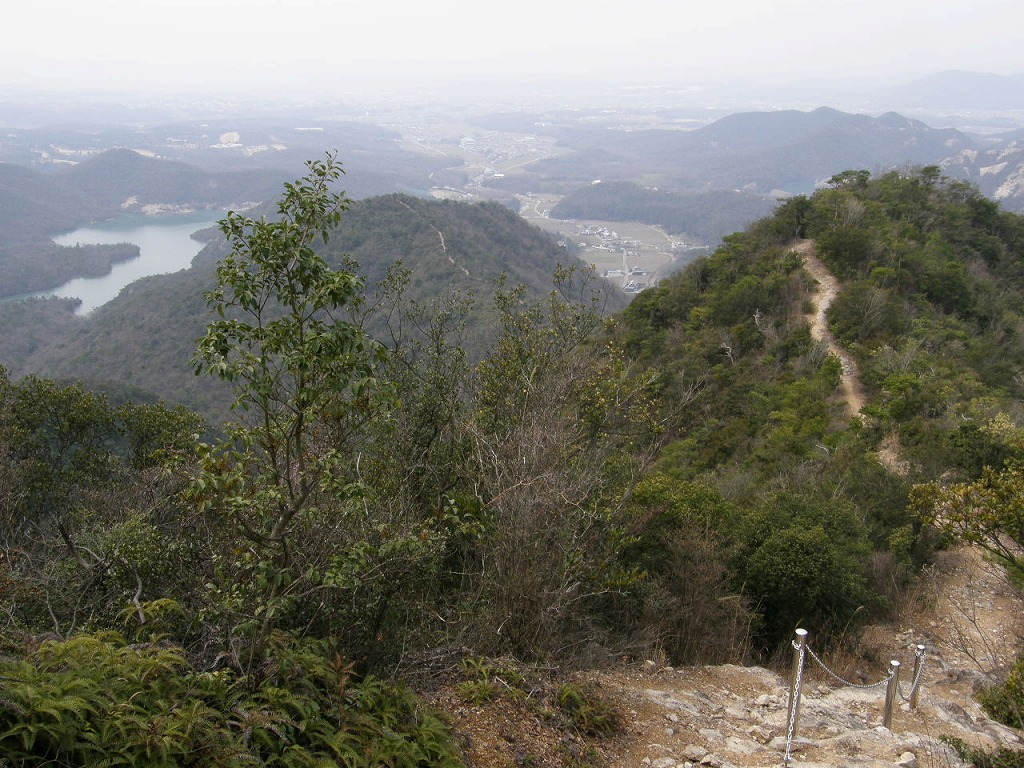
三草山中腹より南方（現・加東市中心部）を望む